# 旧中駅
旧中駅（クジュンえき）は朝鮮民主主義人民共和国慈江道慈城郡に位置する朝鮮民主主義人民共和国鉄道省北部内陸線の駅である。